# Wappen von Alberta
Das Wappen von Alberta wurde der kanadischen Provinz Alberta am 30. Mai 1907 durch König Eduard VII. verliehen. Es wurde am 30. Mai 1980 mit Beschluss von Königin Elisabeth II. um Helmkleinod, Schildhalter und Wahlspruch ergänzt. Das Wappen stellt die natürlichen Ressourcen und die Schönheit der Natur dar: Die Rocky Mountains und ihre Vorgebirge, die Prärie und die weitläufigen Weizenfelder. Der Wappenschild erscheint auch auf der Flagge von Alberta.
Auf dem Wappenschild sind von oben nach unten abgebildet: Ein rotes Georgskreuz auf weißem Hintergrund (eine Erinnerung an die Hudson’s Bay Company, die einst das heutige Gebiet der Provinz kontrollierte), blauer Himmel, schneebedeckte Berge, grüne Hügel, Prärie und ein Weizenfeld.
Der Helm über dem Wappenschild ist mit rot-weißem Helmwulst und rot-weißer Helmdecke verziert. Auf dem Helm sitzt ein Biber, der auf seinem Rücken das Helmkleinod trägt, die Edwardskrone. Weiß und rot sind die offiziellen Farben Kanadas, der Biber ist das offizielle Tier.
Die Schildhalter stehen beidseits des Wappenschilds. Es sind dies ein goldener Löwe auf der linken (heraldisch rechten) Seite, der Stärke repräsentiert, und ein Gabelbock auf der rechten (heraldisch linken) Seite, der für die natürlichen Ressourcen steht. Keines ist das offizielle Tier der Provinz, sondern das Dickhornschaf.
Das Postament ist grasbedeckter Hügel mit vier Rosa acicularis, der offiziellen Blume Albertas. Darunter befindet sich ein Spruchband mit dem Wahlspruch der Provinz: Fortis et Liber („Stark und frei“), die lateinische Übersetzung einer Zeile des englischen Textes der Nationalhymne O Canada.